# Xi Scorpii
Xi Scorpii ( Scorpii) é uma estrela múltipla na direção da constelação de Scorpius. Possui uma ascensão reta de 16h 04m 22.3s e uma declinação de −11° 22′ 18″. Sua magnitude aparente é igual a 5.07.  Pertence à classe espectral F5IV.